# Pelouse calcaire du plateau de Beauregard
Pour les articles homonymes, voir calcaire et pelouse.
La pelouse calcaire du plateau de Beauregard se trouve sur la commune de Maxey-sur-Meuse, commune française située dans le département des Vosges en région Grand Est.

## Situation géographique et conditions climatiques
Le village de Maxey-sur-Meuse est installé dans la vallée de la Meuse, adossé à un escarpement se terminant une centaine de mètres plus haut par un vaste plateau : le plateau de Beauregard. Ce plateau de plus de 30 hectares se partage entre une végétation de bois thermophile et d’herbacées rases. C’est la pelouse du plateau de Beauregard. Le plateau est en pente douce. Présentant une altitude maximale de 400 mètres à l’est et un dénivelé de 25 mètres, le plateau est exposé au sud.
Les conditions climatiques du plateau sont déterminées par le climat local. Le climat régional est de type continental à tendances atlantiques. Les températures sont plutôt douces. Ainsi, sur la période 1971-2000, les moyennes calculées par Météo France sont les suivantes : la moyenne annuelle est de 9,4 °C, la température minimale moyenne est de 1,4 °C et la température moyenne maximale est de 17,9 °C. La pluviométrie annuelle est d’environ 960 mm. Cet arrosage naturel est assez généreux par rapport à d’autres secteurs du plateau Lorrain. Pourtant, la pelouse calcaire du plateau de Beauregard est un milieu sec en raison de son inclinaison et de la nature du sol.

## Réseau d'eau
Le site de la pelouse calcaire du plateau de Beauregard est au sommet d’un promontoire. C’est pourquoi ce milieu se différencie nettement de la plaine alluviale agricole de la Meuse qui l'entoure. Dans la vallée, le réseau d’eau principal est la Meuse, qui est alimentée par plusieurs ruisseaux, dont celui des Roises et du Vau, ou les rivières de la Saônelle et le Vair (rivière). Ce cours d’eau abrite de nombreuses espèces de poissons dont la Truite et le Brochet. La Truite est une espèce bioindicatrice puisque sa présence reflète généralement une bonne qualité d’eau et sa disparition est un signal d’alarme quant à la dégradation de la qualité de l’eau ou du milieu naturel. Elles se reproduisent d’ailleurs dans les petits affluents aux eaux fraîches de la Meuse et du Vair (rivière). Le brochet, quant à lui, profite du débordement des cours d’eau pour se reproduire dans les prairies inondées, le lit majeur du cours d’eau doit donc être en connexion avec le lit mineur lors des crues.
La pelouse calcaire se situant au sommet du promontoire, aucune source d’eau n’affleure à sa surface et elle ne possède aucune surface d’eau stagnante, même temporaire. Sa vaste superficie lui permet certes de recevoir des précipitations mais la pente du terrain et surtout le caractère drainant du sol (calcaire faillé, fissuré) empêche de retenir les eaux de pluie. Ainsi, l’eau des précipitations s’écoule par les failles pour finir dans les nappes phréatiques et rejoindre la Meuse ou le Ruisseau de Vaux.

## Nature du sol
Comme son nom l’indique, la pelouse calcaire ou calcicole de Maxey-sur-Meuse se développe sur une faible épaisseur de sol reposant sur des dalles rocheuses affleurantes de nature calcaire. Pour savoir d’où provient le calcaire, il faut remonter au temps où les Vosges n’existaient pas encore : il y a environ 150 millions d’années. Les Vosges étaient encore plongées sous un océan aux eaux chaudes et salées où vivaient de nombreux coraux, bivalves et crustacés qui ont laissé des dépôts calcaires très importants. Après plusieurs phases de sédimentation et le retrait définitif de l’océan, les couches sédimentaires se sont retrouvées à l’air libre et ont formé la superficie des terres. Les squelettes des animaux marins et les récifs coralliens qui se sont entassés forment la couche supérieure du plateau de Beauregard. Le contour du plateau a été découpé par l’action de la Meuse et de ses affluents qui ont érodé les fonds de vallée et le relief des côtes de Meuse.
Le sous-sol de la pelouse calcaire se compose de calcaires assez durs, pauvres en marnes et en silice. Ces roches sont microporeuses et forment facilement des failles pouvant évoluer en réseau karstique plus ou moins large. On comprend donc que le sol particulièrement drainant accueille une flore adaptée à des conditions de sécheresse.

## Flore
Le plateau de Beauregard à Maxey-sur-Meuse est la plus septentrionale des pelouses calcaires du département. La présence de ce type d’écosystème est rare et fragile. Ce lieu singulier où affleure la roche abrite des espèces plus habituelles des zones d’influence méditerranéenne que des collines vosgiennes. On trouvera une végétation méditerranéenne herbacée et de nombreuses graminées. Si on ne met pas en place une gestion par fauche ou pastoralisme régulièrement, le milieu tend naturellement à l’embroussaillement (fourrés thermophiles à Prunelier, aubépines, noisetiers, entre autres) puis vers une hêtraie chênaie thermophile. Actuellement le site comporte pour au moins 1/3 de zones arbustives ou arborées : résidus de pinèdes, fourrés thermophiles, Hêtraie chênaie thermophile.
Cette pelouse s’étend sur trente-trois hectares recouverts par 182 espèces de végétaux. On peut y repérer quelques fourrés arbustifs thermophiles qui restent cependant assez peu nombreux et ne mettent pas en danger l’équilibre de la pelouse calcaire. Ces fourrés sont composés de Prunellier, d’Aubépine, de Genévrier et de Prunier (Prunus) de la Sainte Lucie, entre autres.
Sont recensées aussi 14 espèces d’orchidées sur le site. Parmi elles se trouvent l’ophrys abeille, l’ophrys bourdon ou encore l’ophrys mouche qui, grâce à leur label (pétale qui tombe), imitent les insectes qui viendront les butiner, par leurs formes mais aussi par leurs odeurs. Attirés par la forme du label, les insectes se posent sur ces fleurs et du pollen s’accroche sur leur tête. Ils vont ensuite le distribuer aux autres fleurs. On parle d’une coévolution entre plantes et insectes. Il y a aussi l’orchis militaire dont le label représente une silhouette d’homme tacheté et les sépales (pétales du dessus), un petit casque, d’où le nom « orchis militaire ». L’orchis bouc, quant à elle, tient son nom de son odeur. Les autres espèces d’orchidées sont l’orchis mâle, l’orchis pyramidal, l’orchis pourpre, l’orchis homme-pendu, la Goodyère rampante qui est une petite orchidée blanche affectionnant les pinèdes, la Céphalanthère à grandes feuilles, la listère à feuilles ovales, la néottie nid d’oiseau et la platanthère à deux feuilles.
Certaines espèces d’orchidées ont besoin de champignons pour se reproduire, pour aider à la germination des graines. Le champignon est alors indispensable à la germination des graines d’orchidées qu’il nourrit. On appelle cela la « symbiose », c'est-à-dire que chacun donne à l’autre.
La présence de plantes aromatiques comme le Thym serpolet, accentue l’impression de se trouver dans un contexte méditerranéen.
Deux plantes sont particulièrement remarquables et intéressantes en raison de leur rareté en Lorraine ou du fait qu’on puisse les considérer comme des marqueurs de pelouse calcaire. Il s’agit de la Véronique couchée (Veronica prostrata). Son nom vient de ses tiges velues, en partie couchées. Elle fait entre 5  et   20 centimètres et n’a pas de racines aux nœuds. Ses feuilles sont opposées, sans stipules. Ses fleurs sont bleues, portées par un pédoncule court et pubescent. Son fruit est une capsule formée à partir de carpelles. Cette fleur affectionne les pelouses calcaires sèches et se développe sur le plateau de Beauregard. En ce qui concerne l’autre plante remarquable du site, elle est protégée au niveau régional et caractérise les pelouses rases. C’est la Carex halleriana (Laîche de Haller). Sa présence est un gage de bonne santé de la pelouse calcaire.

## Faune

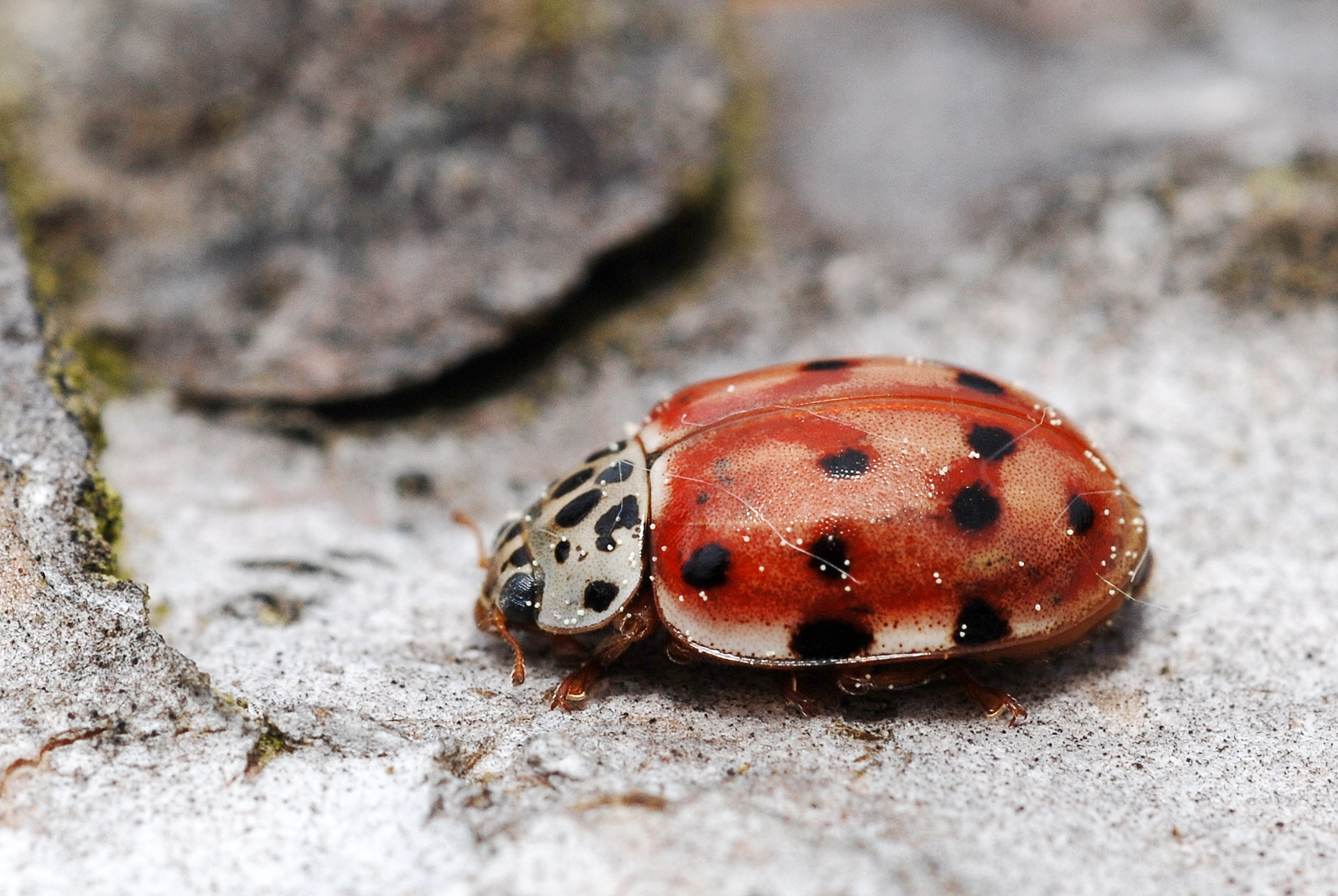
Harmonia quadripunctata.

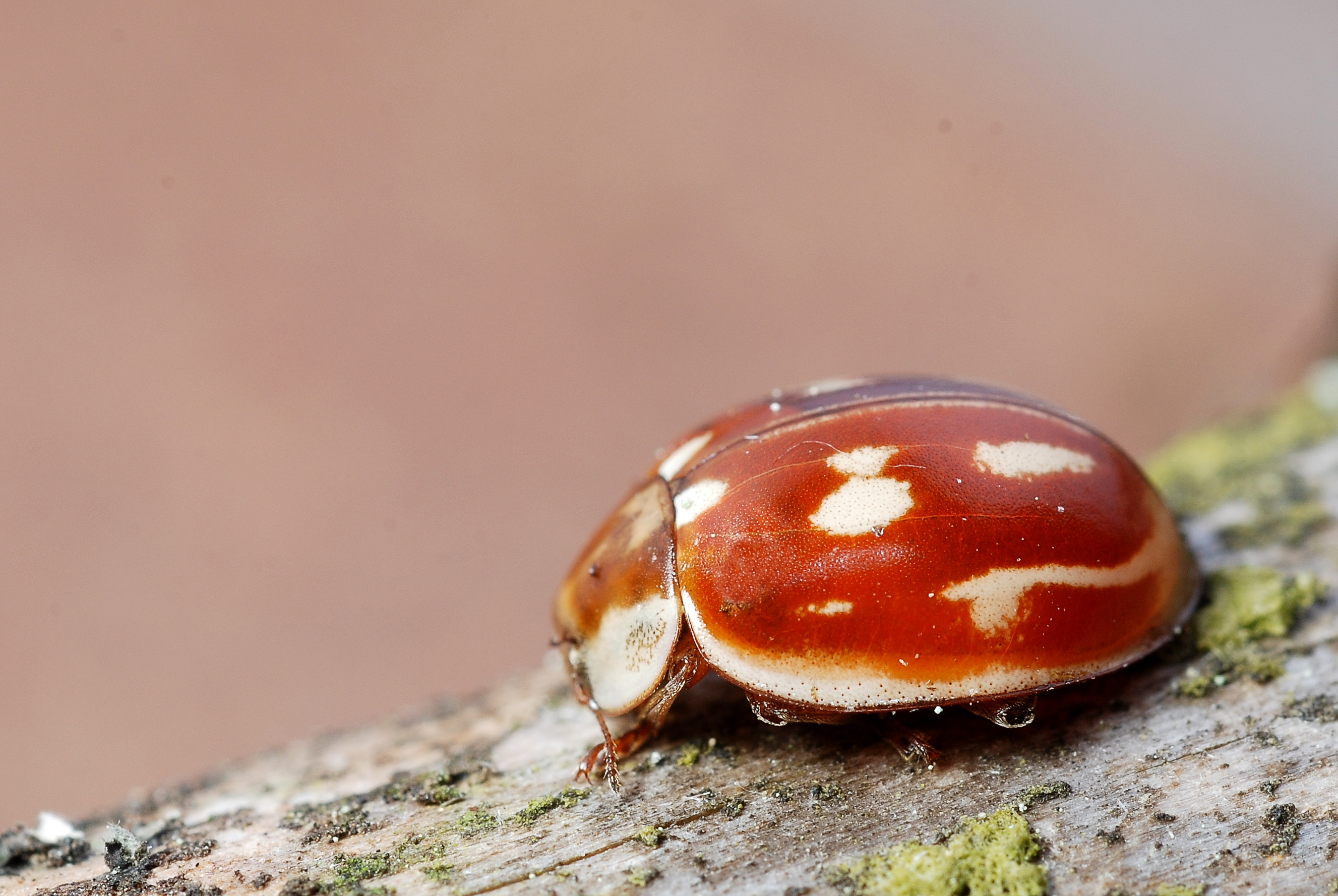
Myzia oblongoguttata.

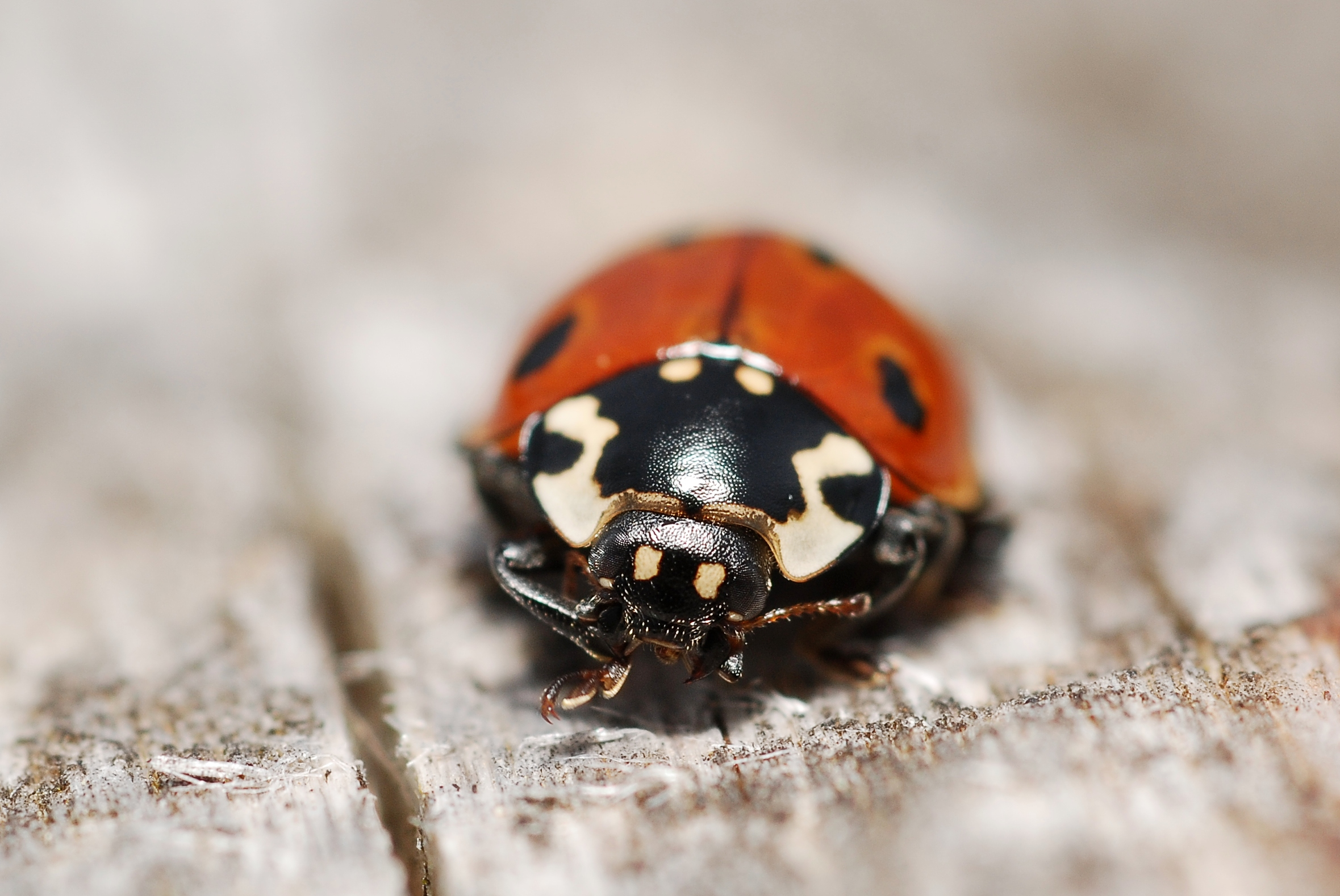
Anatis ocellata.

La pelouse calcaire de Beauregard est entourée de forêts et de vergers. On peut donc y observer des mammifères et des oiseaux couramment présents en Lorraine. Chevreuil, Renard roux ou encore Fauvette à tête noire, Pie-grièche écorcheur, Faucon crécerelle, ou Pic épeiche se partagent le territoire avec d’autres espèces plus rares et plus inattendues.
D’abord, la pelouse calcaire de Maxey-sur-Meuse sert d’habitat à 4 types de reptiles qui affectionnent la chaleur que restituent les roches exposées au soleil. Il s’agit du lézard des murailles, de la Coronelle lisse de la famille des couleuvres et de la Vipère aspic, peu fréquente en Lorraine mais recensée sur le plateau de Beauregard. Enfin, le Lézard des souches préfère se réfugier dans les chablis.
Pour continuer l’étude de la faune, il faut s’intéresser aux insectes. Ils sont très nombreux sur la pelouse calcaire. On dénombre ainsi 5 espèces d’Odonates, 25 espèces d’Orthoptères comme les Grillons, les Sauterelles ou les Criquets (dont la pelouse constitue l’habitat typique), 96 espèces de Coléoptères et d’Hétéroptères comme les Punaises, les Scarabées ou encore les Coccinelles, et 64 espèces de Lépidoptères, papillons « nocturnes » ou « de jour ».
Finalement, c’est la présence de certaines espèces phares qui permet de caractériser au mieux la pelouse calcaire de Beauregard comme un microcosme méditerranéen. Les pelouses plus ouvertes hébergent une population de Criquets de Jachères (Chorthippus mollis) peu commune en Lorraine. Les zones de sol nu enroché accueillent l’Oedipoda germanica, le Criquet à ailes rouges (Oedipoda caerulescens), grand criquet aux ailes bleues. Le Caloptène italien, criquet aux ailes rouges, se trouve surtout sur l’escarpement rocheux et ne constitue pas une population très développée. De même, plusieurs espèces de papillons présentent un intérêt certain. Citons surtout le Flambé (Iphiclides podalirius), dont les chenilles se développent sur les Prunellier et les Pruniers de Sainte Lucie. Ce papillon méditerranéen et ses congénères témoignent par leur développement du bon équilibre de la pelouse de Beauregard.

## Équilibre du milieu et menaces environnementales
Une pelouse calcaire est un milieu qui se définit comme un milieu ouvert. Ce type de milieu est sans cesse menacé par la colonisation arbustive spontanée qui est un phénomène naturel. Rappelons qu’à la préhistoire, 99 % des milieux en France étaient des forêts, que l’on identifie comme des milieux fermés. Maintenir l’équilibre d’un milieu comme une pelouse calcaire est difficile. L’équilibre du milieu est une situation dans laquelle les interactions entre la flore et la faune, le sol et la végétation d'un milieu donné sont telles que la structure et le fonctionnement de ce milieu restent constants. L’équilibre n’est pas menacé. La faune n’est pas chassée et la flore est respectée. Cela n’a pas toujours été le cas à Maxey-sur-Meuse.
La pelouse calcaire du plateau de Beauregard est un milieu ouvert semi-naturel dont la présence est liée à diverses caractéristiques physiques mais aussi à son usage agricole. Cette terre pauvre a longtemps servi de pâtures pour les troupeaux ovins. Pourtant, en 1960, la fin du pâturage a entraîné l’envahissement des trois quarts du plateau par des pins. Le milieu s’est refermé et la pelouse calcaire a été menacée de disparition.
Plusieurs menaces pèsent sur les pelouses calcaires. La pelouse calcaire est un lieu pauvre et généralement isolé. Certains y voient une bonne occasion de transformer ce qui apparaît comme un terrain dégagé… en piste de moto-cross. D’autres y déversent des déchets. Une décharge a été évacuée sur le plateau de Beauregard dans l’hiver 2006-2007. L’utilisation passée en décharge sauvage reste à surveiller car elle peut être source du développement de plantes invasives. Lorsque les agriculteurs voisins enrichissent les sols et utilisent des biocides variés dont les résidus peuvent se retrouver sur la pelouse calcaire. La colonisation du milieu par les pins ou les prunelliers en l’absence d’entretien régulier reste possible. Les promeneurs piétinent ou arrachent parfois les plantes. Le changement climatique global et la multiplication d’espèces invasives résistantes et particulièrement colonisatrices menace d’étouffer la biodiversité indigène.

## Mesures de protection et de conservation du milieu naturel
La pelouse calcaire de Maxey-sur-Meuse est un écosystème rare et fragile qui constitue un patrimoine naturel remarquable dont la protection et la conservation sont désormais assurées par plusieurs instances et associations.
Entre 1960 et 1990 la pelouse de Maxey-sur-Meuse était devenue une vraie pinède, la superficie de pelouse proprement dite s’était alors considérablement réduite. En 1999, une tempête s’est produite, la tempête Lothar. Celle-ci a couché au sol plus de la moitié des pins du site. Sur les zones ainsi dégagées, une restauration des pelouses a commencé. Consciente de l’intérêt biologique de cette pelouse et des enjeux patrimoniaux qu’elle représente, la commune de Maxey-sur-Meuse s’est fortement engagée dans sa protection, soutenue par le Conseil départemental des Vosges, dans le cadre de la politique des Espaces Naturels Sensibles, avec l’appui technique du Conservatoire d'espaces naturels de Lorraine. Pour restaurer au mieux la pelouse, le CEN Lorraine a passé un bail emphytéotique de 99 ans avec la commune de Maxey-sur-Meuse dans le but de préserver ce milieu. À la suite de ce bail, des moyens de gestion et de protection se sont mis en place. Un « Plan de gestion » de 6 ans a été élaboré avec le CEN Lorraine. Ce plan est révisé et renouvelé tous les 6 ans afin de suivre l’évolution de la pelouse calcaire de Beauregard.
La restauration d’un  pâturage raisonné et maîtrisé, à l’aide d’ovins (moutons) qui procèdent à l’abroutissement des strates basses de la végétation, permet le maintien de l’ouverture de la pelouse. Des agriculteurs et des habitants, voulant aussi s’investir dans une bonne gestion de ce site, s’occupent du pâturage par les moutons, selon un plan de pâturage qui suit une rotation spatiale et temporelle. De plus, le CEN Lorraine veille à ne pas laisser les pins envahir la pelouse.
L’entretien de la strate herbacée se fait par pâturage ovin extensif et par fauche mécanique selon les objectifs du Plan de gestion du site. Les inventaires naturalistes menés par l’équipe scientifique du CEN Lorraine permettent de connaître l’état de conservation et d’évolution de la pelouse calcaire.
Le site n’a pas de statut de protection réglementaire, mais est réglementé. Ainsi un certain nombre de choses sont interdites comme la cueillette des fleurs, l’utilisation de véhicules motorisés ou encore les chiens sans laisse. Rien n’interdit aux agriculteurs voisins d’utiliser des pesticides dans leurs champs. Toutefois, d’un point de vue juridique, la plupart des oiseaux nicheurs sur le site sont protégés au niveau national par Arrêté Ministériel. Il en est de même pour les reptiles et amphibiens du site. Une espèce végétale, la Laîche de Haller (Carex halleriana), est protégée au niveau régional.
Un sentier de randonnée pédestre traverse le site le long du coteau. Toujours dans le cadre de la politique ENS du Département des Vosges, un sentier pédagogique balisé, réalisé par le CEN Lorraine, propose quelques panneaux informatifs sur la flore et la faune locale et explique la gestion mise en œuvre. Ce sentier permet également de gérer la fréquentation touristique de ce site fragile et d’éviter le piétinement des zones les plus sensibles. Les plaquettes de présentation distribuées, et l’édition d’un « Carnet de découverte présentant les « Coteaux calcaires de l’ouest des Vosges », mais également l’organisation régulière de visites commentées contribuent à faire comprendre et partager à un large public l’importance de la pelouse calcaire. Une prise de conscience progressive de la richesse patrimoniale naturelle que constitue cette pelouse est probablement la meilleure mesure de protection qui puisse assurer sa pérennité.